# Gerichtsbezirk Friesach

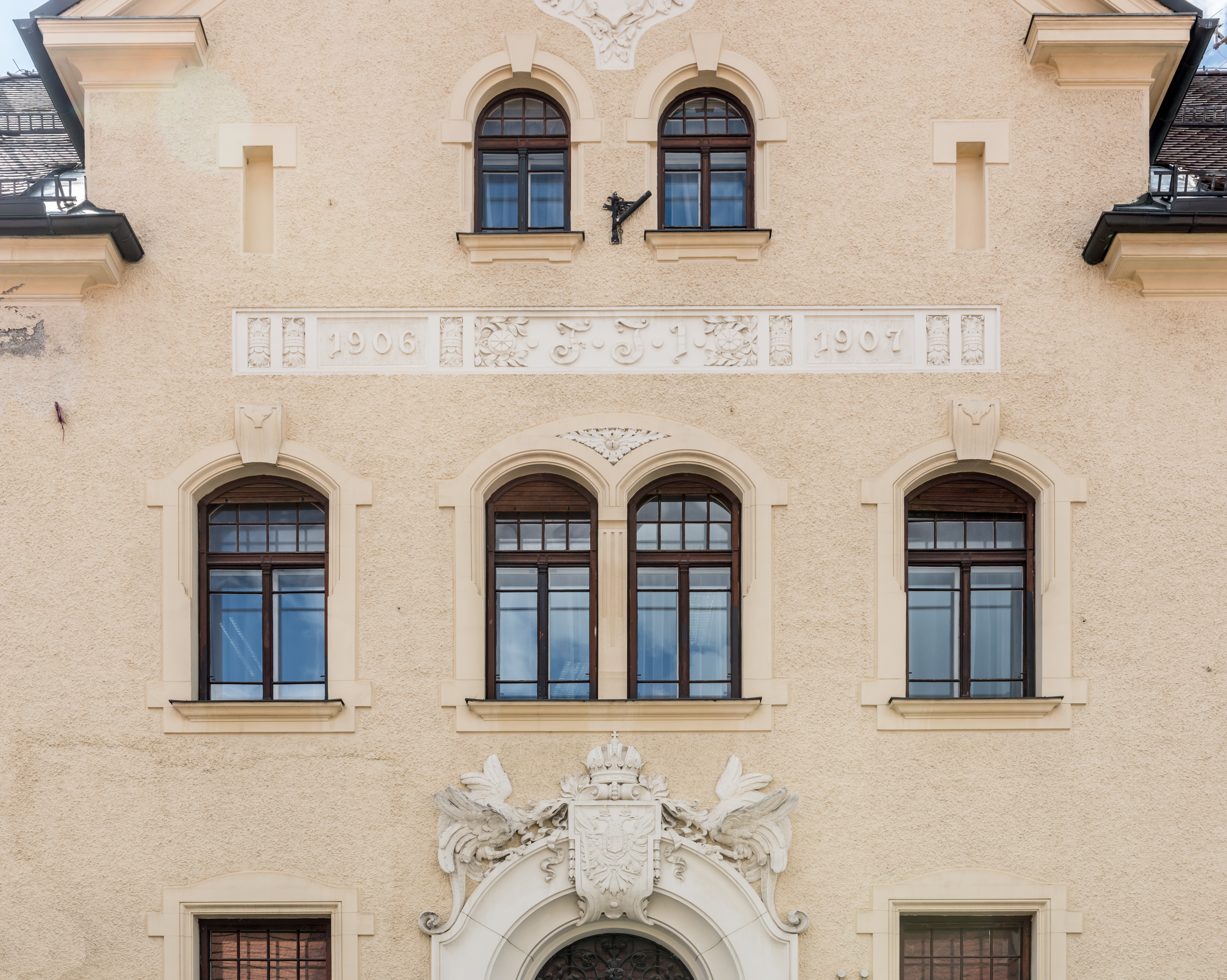
1906 erbautes Gerichtsgebäude in Friesach

Der Gerichtsbezirk Friesach war ein bis 1978 bestehender Gerichtsbezirk in Kärnten.

## Ausdehnung
Der Gerichtsbezirk umfasste 6 Gemeinden mit zusammen 365 km² und 10 464 Einwohnern (Stand 1947). Zugeordnet war er dem Landesgericht Klagenfurt. Er erstreckte sich über das gesamte Metnitztal und lag im politischen Bezirk St. Veit an der Glan.
Der Sprengel umfasste die folgenden Gemeinden:
- Friesach
- Grades
- Metnitz
- Micheldorf
- St. Salvator
- Zeltschach

## Geschichte
Der Gerichtsbezirk Friesach wurde am 26. Juli 1849 eingerichtet und am 1. Juli 1850 aktiviert. Mit 30. Oktober 1854 wurde er aufgelöst und ging im Gemischten Bezirk Friesach auf. Am 13. Juni 1868 wurde der Gerichtsbezirk wiedererrichtet und am 31. August 1868 aktiviert.
Am 1. Juni 1872 verkleinerte sich der Gerichtsbezirk Friesach durch Abtretung der damals neu errichteten Katastralgemeinde Töscheldorf an den Gerichtsbezirk Althofen.
In den 1970er-Jahren erfolgte eine Konsolidierung der Gerichtsbezirke mit dem Ziel, diese mit den (zumeist größeren) Verwaltungsbezirken in Deckung zu bringen. In diesem Zuge wurden mit Wirkung zum 1. Juli 1978 die Bezirksgerichte Friesach, Althofen, Eberstein und Gurk dem Gerichtsbezirk Sankt Veit an der Glan angeschlossen. Die Urkundensammlung ging in diesem Zuge an das Kärntner Landesarchiv.

## Belege
1. 1 2  Kärntner Amts- und Adressbuch 1947. Verlag Erwin Huttern, Klagenfurt. In: findbuch.at. S. 9, abgerufen am 19. Januar 2023.
2. 1 2  Joachim Adolf Walter: Die territoriale Entwicklung der Gerichtsbarkeit und Verwaltung in Kärnten, Krain und dem Küstenland zwischen 1848 und 2013. Graz, Univ., Dipl.-Arb., 2013. S. 102.
3. ↑  Auflösung von Gerichten. In: epub.jku.at. Abgerufen am 19. Januar 2023.
4. ↑  37. Verordnung der Bundesregierung vom 11. Jänner 1977 über die Auflassung der Bezirksgerichte Althofen, Bad Sankt Leonhard im Lavanttal, Eberndorf, Eberstein, Friesach, Gmünd in Kärnten, Gurk, Kötschach, Millstatt, Obervellach, Paternion, Rosegg, Sankt Paul im Lavanttal und Winklern sowie die Änderung der Sprengel der Bezirksgerichte Bleiburg, Hermagor, Sankt Veit an der Glan, Spittal an der Drau, Villach, Völkermarkt und Wolfsberg. In: ris.bka.gv.at. Abgerufen am 19. Januar 2023.
5. ↑  Bundesgesetzblatt BGBl. Online-Archiv 1949 - 2022 – Bundesanzeiger Verlag. In: bgbl.de. Abgerufen am 19. Januar 2023.
6. ↑  Grundbuch - Details. In: ns-quellen.at. Abgerufen am 19. Januar 2023.